# Nacionālā apvienība „Visu Latvijai!“ – „Tēvzemei un Brīvībai/LNNK“
Nacionālā apvienība „Visu Latvijai!“ – „Tēvzemei un Brīvībai/LNNK“ (deutsch Nationale Vereinigung „Alles für Lettland“ – „Für Vaterland und Freiheit/Lettische Nationale Unabhängigkeitsbewegung“; kurz Nacionālā apvienība, NA oder VL-TB/LNNK) ist eine rechts-konservative und nationalistische, als rechtspopulistisch bis rechtsradikal bzw. radikal-rechtspopulistisch bewertete politische Partei in Lettland, die sich am 23. Juli 2011 aus zwei Vorgängerparteien bildete. Bereits 2010 waren die rechtsextreme Partei Visu Latvijai! („Alles für Lettland!“) und die gemäßigtere, nationalkonservative Tēvzemei un Brīvībai/LNNK („Für Vaterland und Freiheit“) in einem Wahlbündnis zu den lettischen Parlamentswahlen angetreten.
Auf europäischer Ebene ist die NA Mitglied der Europäischen Konservativen und Reformisten und entsendet zwei Abgeordnete in das Europäische Parlament.

## Geschichte

### Visu Latvijai!
Visu Latvijai wurde im Jahr 2000 als nationalistische Jugendbewegung vom damaligen Studenten Raivis Dzintars gegründet und fiel vor allem durch Aufmärsche und Straßenaktionen auf. 2002 plante die Organisation kurzzeitig, sich mit anderen nationalistischen Jugendgruppierungen zu vereinigen und auf einer gemeinsamen Liste zur Parlamentswahl anzutreten. Dieses Vorhaben scheiterte jedoch daran, dass die Vorsitzenden keine gemeinsame Linie finden konnten. Am 10. Dezember 2002 wurde Visu Latvijai! als allen Generationen offenstehender Verband neugegründet. Aus den folgenden Jahren stammen verschiedene Traditionen, denen die Partei heute noch folgt, unter anderem der alljährliche Aufmarsch vor dem Freiheitsdenkmal in Riga. Am 14. Januar 2006 wurde die Organisation als politische Partei neugegründet. Bei der Wahl zur 9. Saeima 2006 erhielt die Partei 1,48 % der Wählerstimmen. Verhandlungen über einen Beitritt von Visu Latvijai! und Tēvzemei un Brīvībai/LNNK zum Wahlbündnis Vienotība kamen zu keinem Abschluss, sodass die Partei nur zusammen mit Tēvzemei un Brivibai zu der Parlamentswahl 2010 antrat. Bei einem Stimmenanteil von 7,67 % erhielt das Wahlbündnis mit ihrem Spitzenkandidaten Roberts Zīlis acht Sitze in der 10. Saeima. Dabei wurden sechs der acht Sitze durch Vertreter von Visu Latvijai! belegt.

### Nacionālā apvienība „Visu Latvijai!“ – „Tēvzemei un Brīvībai/LNNK“
Am 23. Juli 2011, dem Tag eines Referendums über die frühzeitige Auflösung des Parlaments, wurde auf einem Parteitag die Vereinigung der Partei VL mit TB/LNNK beschlossen. Als Vorsitzende wurden Gaidis Bērziņš und Raivis Dzintars gewählt. Bei der vorgezogenen Parlamentswahl 2011 trat die NA als nationalistische und wirtschaftsliberale Partei an und konnte ihr Stimmergebnis fast verdoppeln. Sie erhielt 13,88 % der Wählerstimmen. Unter Ministerpräsident Valdis Dombrovskis wurde die NA Teil einer Koalitionsregierung mit der liberalkonservativen Vienotība sowie der Reformpartei und stellte zwei Minister.
Im Rahmen der Parlamentswahl 2014 zur 12. Saeima konnte die NA ihr Wahlergebnis abermals verbessern und erhielt 16,61 % der Stimmen und 17 Sitze. Daraufhin wurde sie, zusammen mit dem grünen Wahlbündnis Zaļo un Zemnieku savienība von Raimonds Vējonis, Teil der neuen Koalitionsregierung der liberalkonservativen Vienotība von Ministerpräsidentin Laimdota Straujuma. Mit Dace Melbārde stellte sie die Kulturministerin, mit Kaspars Gerhards den Minister für Umwelt und regionale Entwicklung sowie mit Dzintars Rasnačs den Justizminister. In Folge des Rücktritts von Ministerpräsidentin Laimdota Straujuma kam es zu einer Kabinettsumbildung. Ministerpräsident war seitdem Māris Kučinskis aus dem Bündnis der Grünen und Bauern. An der Postenzuweisung für die NA änderte die Kabinettsumbildung nichts.
Bei der Parlamentswahl im Oktober 2018 gewann die Partei 13 der 100 Parlamentssitze. Seit Januar 2019 ist sie Teil der Koalitionsregierung unter Krišjānis Kariņš. In dessen Kabinett stellte die NA zunächst zwei Minister: Dace Melbārde (Kultur) und Kaspars Gerhards (Landwirtschaft). Nach der Europawahl in Lettland 2019, bei der sie die Spitzenkandidatin ihrer Partei war, wechselte Dace Melbārde als eine von zwei gewählten Abgeordneten der NA nach Brüssel. Neuer Kulturminister wurde Nauris Puntulis. Nach dem Übertritt von Wirtschaftsminister Jānis Vitenbergs zur NA kam es zu einer Regierungskrise, an deren Ende die KPV LV, seine bisherige Partei, aus der Regierung ausgeschlossen wurde. Seit der daraus resultierenden Kabinettsumbildung vertraten zunächst Vitenbergs und später Ilze Indriksone die NA als deren dritter Minister am Kabinettstisch.
Die Parlamentswahl in Lettland 2022 brachte der Partei minimale Verluste und erneut 13 Abgeordnetenmandate. An der neuen Drei-Parteien-Regierung (Kabinett Kariņš II) ist die NA mit vier Ministern beteiligt (Wirtschaft: Ilze Indriksone, Verteidigung: Ināra Mūrniece, Kultur: Nauris Puntulis und Transport: Jānis Vitenbergs).

## Inhaltliches Profil
In ihrem Programm spricht sich die Partei familienpolitisch für ein höheres Kindergeld aus, für höhere Betreuungsgelder, freie Mahlzeiten an Schulen und stärkere Anreize dafür, mindestens drei Kinder zu zeugen. Ungleichheit in der Bevölkerung möchte sie mit deutlich erhöhten Steuerfreibeträgen und Kinderprämien begegnen. Wirtschaftspolitisch fordert sie finanzielle Unterstützung für unterentwickelte Regionen. Außerdem möchte sie Energieunabhängigkeit erlangen und weniger auf Importe aus dem Ausland angewiesen sein. Ausländern sollte es aus Sicht der NA erschwert werden, in Lettland Land zu erwerben. Auch möchte sie die Anwerbung ausländischer Arbeitskräfte verringern. Im Zusammenhang mit der lettischen Mitgliedschaft in der NATO fordert das Wahlprogramm eine Erhöhung der Verteidigungsausgaben auf die vertraglich verpflichtenden 2 % des Bruttoinlandsprodukts. Bildungspolitisch setzt sie sich für den Erhalt des ländlichen Schulnetzes ein und möchte den Unterricht der lettischen Sprache auch in Schulen der russischen Minderheit verpflichtend machen. Die Einführung von Russisch (Muttersprache von 27,6 Prozent der Bevölkerung) als zweite Amtssprache lehnt die Partei ab. Stattdessen setzt sie sich dafür ein, an allen Schulen in Lettgallen das Erlernen des Lettgallischen zu ermöglichen. Sie fordert eine stärkere Kulturförderung und einen bezahlbaren Zugang zu Gesundheitsdiensten auch für Geringerverdienende. Die Partei erkennt – im Gegensatz zu vielen rechten und rechtspopulistischen europäischen Parteien – die Tatsache des menschenverursachten Klimawandels an.
Die Partei äußerte sich wiederholt kritisch gegenüber der Russischen Föderation und verlangt die Rückgabe des bis 1940 zu Lettland gehörenden, dann durch die Sowjetunion der Russischen Sozialistischen Föderativen Sowjetrepublik (RSFSR) zugeschlagenen Gebietes um die Stadt Pytalowo (lettisch  Abrene).

## Kritik und Bewertung
Während sich die NA selbst als „nationalkonservativ“ bezeichnet, wird sie von Kritikern als „rechtspopulistisch bis rechtsradikal“ beschrieben. Am 16. März nimmt die Partei traditionell an der jährlichen Demonstration zum Gedenken an die Lettische Legion der Waffen-SS teil, bei der Veteranen der Lettischen Legion und ihre Unterstützer durch Riga marschieren. Auf ihrer Internetseite argumentiert die Partei, die lettischen SS-Verbände hätten nicht für Adolf Hitler oder das Deutsche Reich 1933 bis 1945 gekämpft, sondern ausschließlich gegen die sowjetische Besatzung. Kritiker wiesen jedoch darauf hin, dass die Demonstranten teilweise mit offen zur Schau gestellten Hakenkreuzen aufmarschieren. Außerdem sei der „Marsch der Legionäre“ regelmäßig ein Anlaufpunkt für Rechtsextremisten und Neonazis aus ganz Europa. Die strikte Weigerung einiger nationalkonservativer Parteien und Parteiflügel, mit den Sozialdemokraten zusammenzuarbeiten, führte dazu, dass die zeitweise stimmenmäßig stärkste Kraft Lettlands noch nie Teil einer Regierung war.

## Wahlergebnisse
| Jahr | Stimmen | Anteil | Mandate | Platz |
| ---- | ------- | ------ | ------- | ----- |
| 2010 | 74.029  | 7,7 %  | 8/100   | 4.    |
| 2011 | 127.208 | 13,9 % | 14/100  | 4.    |
| 2014 | 151.567 | 16,6 % | 17/100  | 4.    |
| 2018 | 92.963  | 11,1 % | 13/100  | 5.    |
| 2022 | 84.939  | 9,3 %  | 13/100  | 4.    |

| Jahr | Stimmen | Anteil | Mandate | Platz |
| ---- | ------- | ------ | ------- | ----- |
| 2014 | 63.229  | 14,3 % | 1/8     | 2.    |
| 2019 | 77.591  | 16,4 % | 2/8     | 3.    |
| 2024 | 114.729 | 22,0 % | 2/8     | 2.    |